# Apatania kitagamii
Apatania kitagamii là một loài Trichoptera trong họ Apataniidae. Chúng phân bố ở miền Cổ bắc.